# صبا رحمتی
صبا رحمتی (زاده ۲ دی ۱۳۶۹ در خرم آباد) عضو تیم ملی بزرگسالان کانوپولو است. او در مسابقات مسابقات جهانی کانوپولوی بانوان سیراکوزای ایتالیا (۲۰۱۶) همراه تیم ملی ایران حضور پیدا کرده است. صبا رحمتی در حال حاضر مربی تیم بانوان پاراکانو (پارا قایقرانی) هست و وی و تیمش در حال تمرینات آمادگی برای بازی‌های آسیایی می باشند.

## دستاوردهای بین المللی
- دارنده مدال طلا بازیهای اسیای ۲۰۱۸ جاکارتا
- 2019 - مقام سوم در جام باشگاه های کانوپولوی آسیا - چین - موقعیت بازی شده: مهاجم
- 2018 - مقام اول در هجدهمین دوره بازیهای قهرمانی آسیایی کانوپولو - جاکارتا، اندونزی - پست بازی شده: مهاجم
- 2017 - مقام دوم هفدهمین دوره بازیهای قهرمانی کانوپولوی آسیا - مالزی - پست بازی شده: مهاجم
- 2015 - مقام دوم در پانزدهمین دوره مسابقات قهرمانی آسیایی کانوپولو - هنگ کنگ، چین - پست بازی شده: مهاجم
- 2014 - مقام هشتم مسابقات قهرمانی کانوپولو جهان - فرانسه - موقعیت بازی شده: فوروارد
- 2013 - مقام اول پانزدهمین دوره بازیهای قهرمانی آسیایی کانوپولو - دهلی، هند - پست بازی شده: مهاجم

## دستاوردهای ملی
- 1395 - مقام اول مسابقات ملی کانوپولوی ایران - پست بازی شده: فوروارد
- 1395 - مقام اول لیگ برتر کانوپولوی ایران - پست بازی شده: مهاجم
- 1394 - مقام اول لیگ برتر کانوپولوی ایران - پست بازی شده: مهاجم
- 1393 - مقام اول مسابقات ملی کانوپولوی ایران - پست بازی شده: فوروارد
- 2010-2014 - برنده چندین بازی بسکتبال و آمادگی جسمانی - مرحله استانی، ایران